# Garrafa lionesa

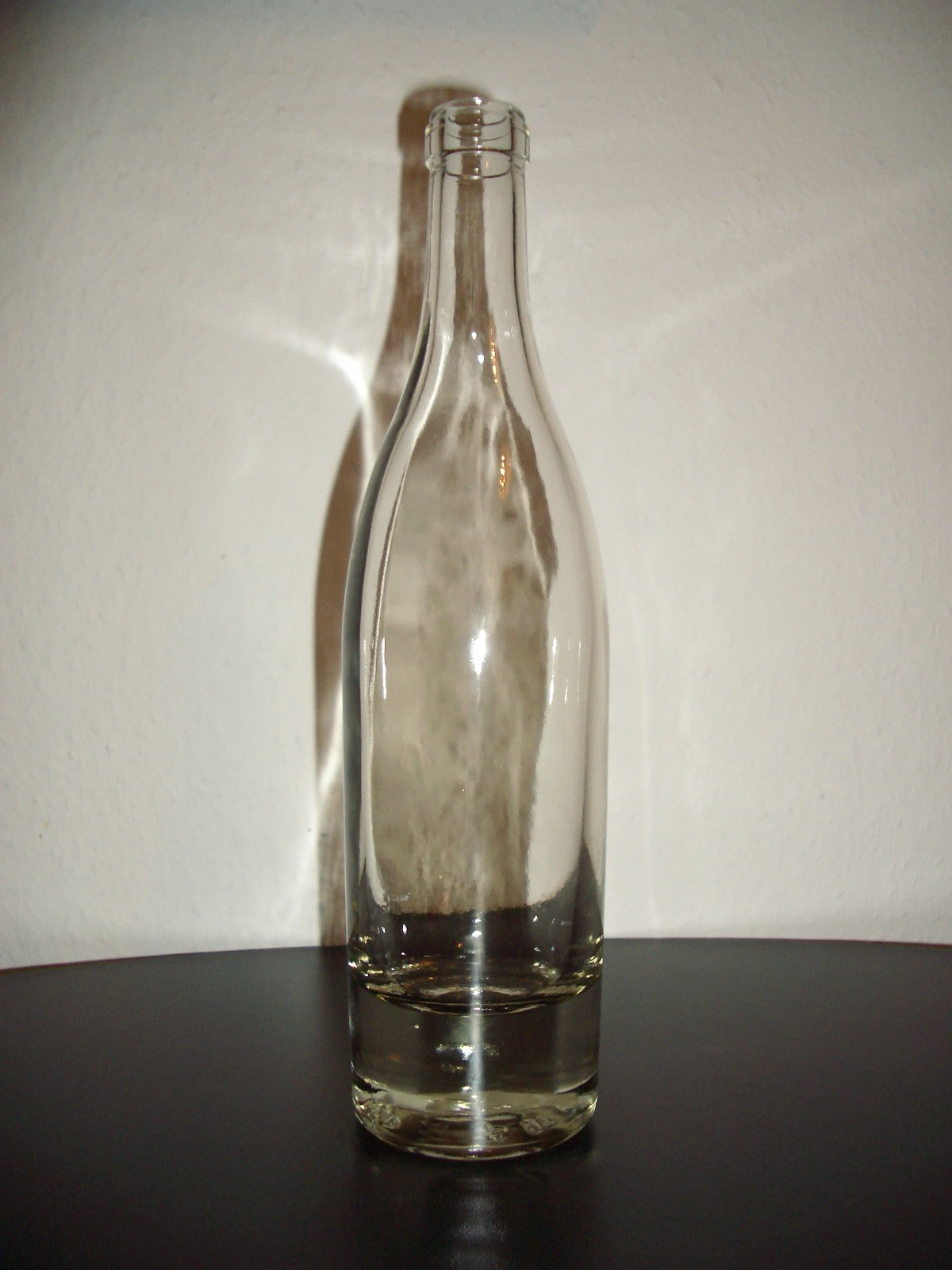
Garrafa de Lyon, 46cl

A garrafa lionesa (em francês: pot lyonnais) é uma garrafa típica de Lyon, com capacidade de 46cl, muito comum nos bouchons (tipo de bistrô) da cidade e arredores.

## História
Originalmente, no século XVI, possuía 2.08l. Um século depois, sua capacidade foi reduzida 1.04l. No século XIX, em 1843, sua capacidade foi fixada em 46 centilitros e permanece até hoje.

## Atualidade
Nos bouchons, o pescoço da garrafa é envolvido por elásticos coloridos para definir o conteúdo, por exemplo, vinho Beaujolais ou Côte du Rhône.
Normalmente é fabricado em vidro reciclado, irregular e com bolhas. Alguns fabricantes desenvolvem modelos decorados com cores do quartiers de Lyon e figuras locais, como Guignol.

## Dimensões
- Altura : 290 mm
- Diametro do corpo da garrafa: 74 mm
- Diametro externo do pescoço : 30 mm
- Diametro interno do pescoço : 17.8 mm
- Fundo de garrafa em vidro : 45 mm